# Alba Alfageme
Alba Alfageme Casanova (Girona, 1979) és psicòloga i docent especialitzada en violència sexual. Es dedica a la divulgació i la formació, i col·labora habitualment en diversos mitjans de comunicació. Els seus interessos inclouen l'impacte de les crisis en les dones, les cures, l’aïllament, la comunitat i la salut mental. Acompanya dones en el seu procés de recuperació després d’haver patit diferents formes de violència sexual, i ha participat en projectes internacionals sobre els drets de les dones i la lluita contra aquestes violències en països com l'Índia, el Brasil i El Salvador. Ha desenvolupat recerques en àmbits com els matrimonis forçats, la violència obstètrica i l'assetjament sexual en l’àmbit laboral, a més de col·laborar en investigacions europees sobre el tràfic de persones amb finalitat d’explotació sexual. També exerceix com a docent a la Universitat de Girona i la Universitat de Barcelona, imparteix formacions en altres institucions acadèmiques, supervisa equips d’intervenció en violències masclistes i assessora el Govern en matèria de gènere i violències masclistes. A més, ha coordinat polítiques públiques d’atenció a les víctimes des del Departament d’Interior i defensa la necessitat d’incorporar la perspectiva de gènere a les institucions per transformar el sistema.

## Obres publicades
Alfageme és autora de Quan cridem els nostres noms. Guia per l'autoconsciència i resiliència feminista (Univers Llibres), un llibre que ofereix eines per afrontar el procés de recuperació des de la resiliència feminista i amb una perspectiva col·lectiva. L’obra està dirigida principalment a dones que volen refer-se de situacions de violència, però també busca fomentar la consciència i l’empatia entre els homes sobre el seu paper en la lluita contra les violències masclistes.